# Писарро, Франсиско
Франси́ско Писа́рро-и-Гонса́лес (исп. Francisco Pizarro y González, ок. 1471 или 1476 — 26 июня 1541) — испанский конкистадор с титулом аделантадо, завоеватель империи инков, основатель города Лима.

## Происхождение и ранние годы

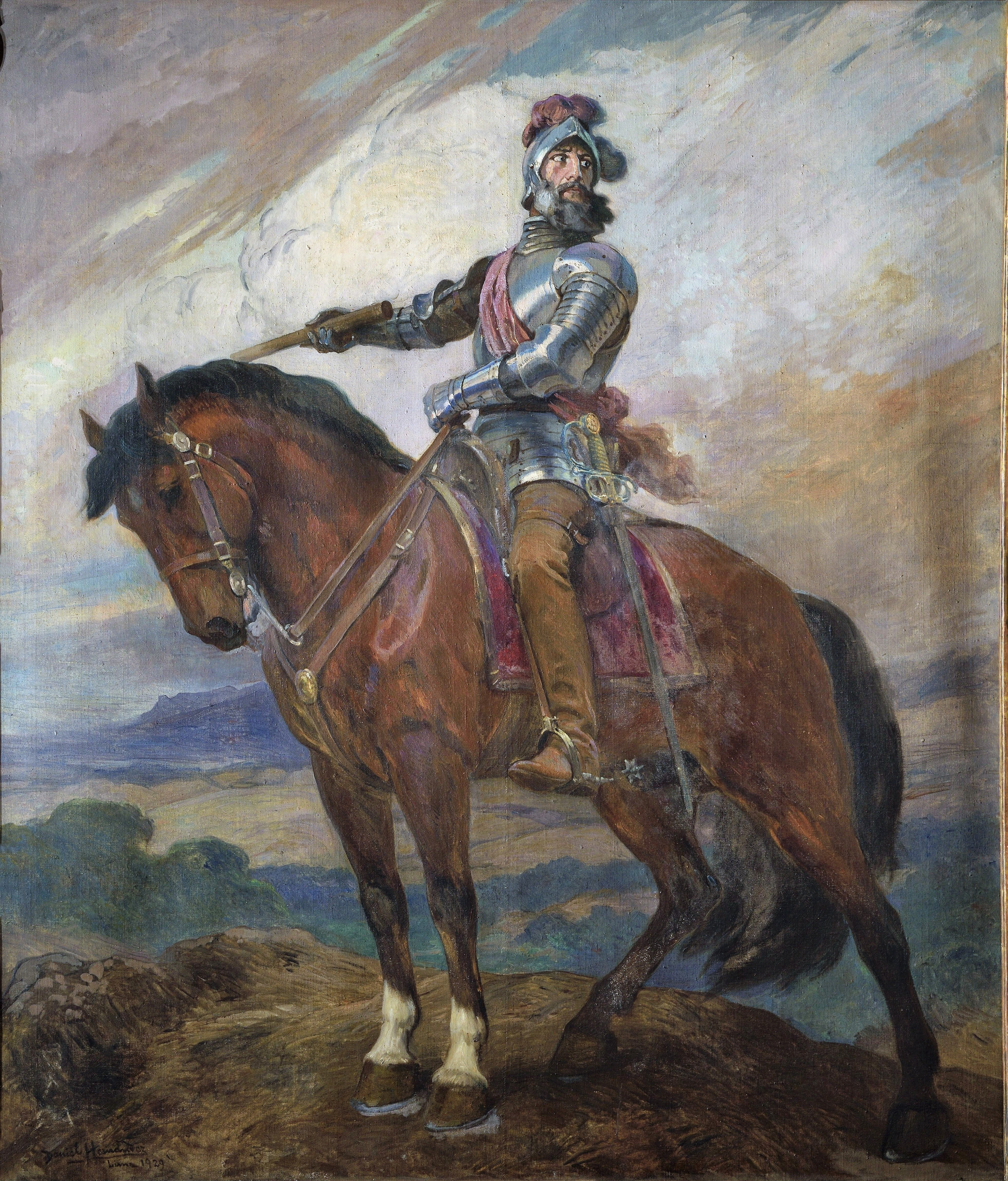
Франсиско Писарро в представлении перуанского художника Даниэля Эрнандеса Морильо

Родился в городе Трухильо в Эстремадуре. Точная дата его рождения неизвестна, в качестве вариантов называют 1473, 1475, 1476 и 1478 годы. Традиционно днём рождения конкистадора считается 16 марта.
Сведений о ранних годах жизни также немного. Он не знал грамоты, из чего можно сделать вывод, что его воспитанием и обучением никто особенно не занимался, поскольку юность свою он провёл среди крестьян, работая свинопасом. Имел прозвище «El Ropero» — «сын кастелянши», поскольку его мать имела прозвище «la Ropera» — «Кастелянша».
Дедом и бабкой Франсиско были дон Эрнандо Алонсо Писарро и Исабель Родригес Агилар, у которых был сын Гонсало Писарро Родригес де Агилар (1446—1522) (отец Франсиско) и ряд других. Гонсало Писарро, имевший прозвища «Длинный», «Косой» и «Римлянин», был капитаном терций в Италии. Отец никогда не признавал Франсиско своим сыном, даже незаконнорождённым. После его рождения Гонсало Писарро женился на своей кузине Франсиске де Варгас, от которой имел много детей. После смерти Франсиски у него были «многочисленнейшие внебрачные дети» от служанок Марии Алонсо (María Alonso) и Марии Бьедма (María Biedma). Умер Гонсало Писарро в 1522 году, во время войны в Наварре. В своём завещании, составленном в Памплоне 14 сентября 1522 года, он признал всех своих детей, как законных, так и внебрачных; всех, кроме одного — будущего маркиза дона Франсиско Писарро, не упомянув его в документе.
Мать будущего завоевателя инков Франсиска Гонсалес-и-Матеос после смерти своего отца Хуана Матеоса поступила, как сирота, служанкой в монастырь Фрейлас-де-ла-Пуэрта-де-Кориа (el Monasterio de las Freilas de la Puerta de Coria). Там она была совращена Гонсало Писарро, и от него забеременела, из-за чего её выгнали из монастыря и она вынуждена была жить в доме своей матери. Позже Франсиска вышла замуж за Хуана Каско. В его доме и родился Франсиско Писарро.
Семнадцатилетним юношей Франсиско отправился солдатом в Италию, где сражался в рядах гран-капитана Гонсало Фернандеса де Кордоба-и-Агилар (Gonzalo Fernández de Córdoba y Aguilar, el Gran Capitán) на юге страны, в Калабрии и Сицилии. Уволенный из армии, он вернулся в Эстремадуру, чтобы сразу же завербоваться в свиту своего земляка, рыцаря ордена Алькантара Николаса де Овандо (Nicolás de Ovando), отправлявшуюся в Вест-Индию.
В 1502 году, когда в Испании много говорилось о существовании в Новом Свете сказочно богатых областей, Писарро под начальством Алонсо де Охеды отплыл в Южную Америку.
Ф. Писарро упомянут в 1509 году, когда «губернатор Охеда основал поселение христиан в месте, называемом Сан-Себастьян-де-Ураба, где поставил своим капитаном и представителем Франсиско Писарро, ставшего потом губернатором и маркизом. В этом городе или городке многое испытал капитан Франсиско Писарро с индейцами, и голод, и болезни».
Участвовал в нескольких экспедициях Охеды. В январе 1519 года, по некоторым данным, лично арестовывал считавшегося его другом Васко Нуньеса де Бальбоа. До 1523 года находился в Панаме, причём насчёт его статуса имеются разночтения[какие?].

## Открытие Перу

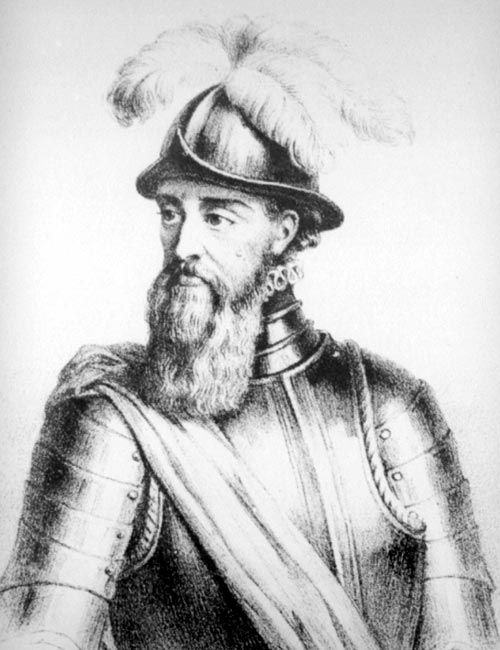

Согласно докладу Хуана де Самано, секретаря Карла V, впервые название Перу упоминается в 1525 году в связи с завершением первой Южной экспедиции Франсиско Писарро и Диего де Альмагро. Экспедиция вышла из Панамы 14 ноября 1524 года, достигла устья реки Сан-Хуан, потеряла в стычках с индейцами несколько десятков человек, но вынуждена была вернуться в 1525 году.
Вновь Писарро отплыл в 1526 году вместе с Диего де Альмагро и Бартоломе Руисом, посетив Тумбес, потом вернулся в Панаму. Правитель инков Атауальпа лично познакомился с европейцами в 1527 году, когда к нему привели двух людей Писарро — Родриго Санчеса и Хуана Мартина, высаженных возле Тумбеса для разведки территории. Их приказано было доставить в Кито в течение 4 дней, после чего принесли в жертву богу Виракоче в долине Ломас. Возможно, факт принесения в жертву данному богу стал причиной наименования испанцев — «виракоча».
В 1528 году он вернулся в Испанию (где сразу же был посажен в долговую тюрьму по долгу четвертьвековой давности и провёл там несколько дней) и был принят Карлом V. Летом 1529 года встретился и беседовал в Толедо с Эрнаном Кортесом. 29 июля 1529 года заключил договор с королевским двором («Толедский акт»), которым определялись его права и полномочия. Согласно этому договору ему было обещано назначение пожизненным губернатором и генерал-капитаном с жалованьем в 725 тысяч мараведи в год, пожалованы титул наместника и главного альгвасила «провинции Перу» пожизненно, а также новый дворянский герб и звание рыцаря ордена Сантьяго. Тогда же он завербовал в экспедицию своих братьев — Франсиско де Алькантара, Гонсало, Хуана и Эрнандо. В январе 1530 года Ф. Писарро отплыл обратно в Панаму.
В начале 1531 года Писарро отправился в свою третью экспедицию по завоеванию империи инков. В состав его небольшого отряда, состоявшего в основном из добровольцев, входило 180 человек и 37 лошадей. 8 марта 1533 года, чтобы продолжить свои кампании в Перу, он получил от Королей Испании «Требование (Requerimiento)», документ испанского средневекового права, официально разрешавший завоевание новых территорий.

## Завоевание Перу

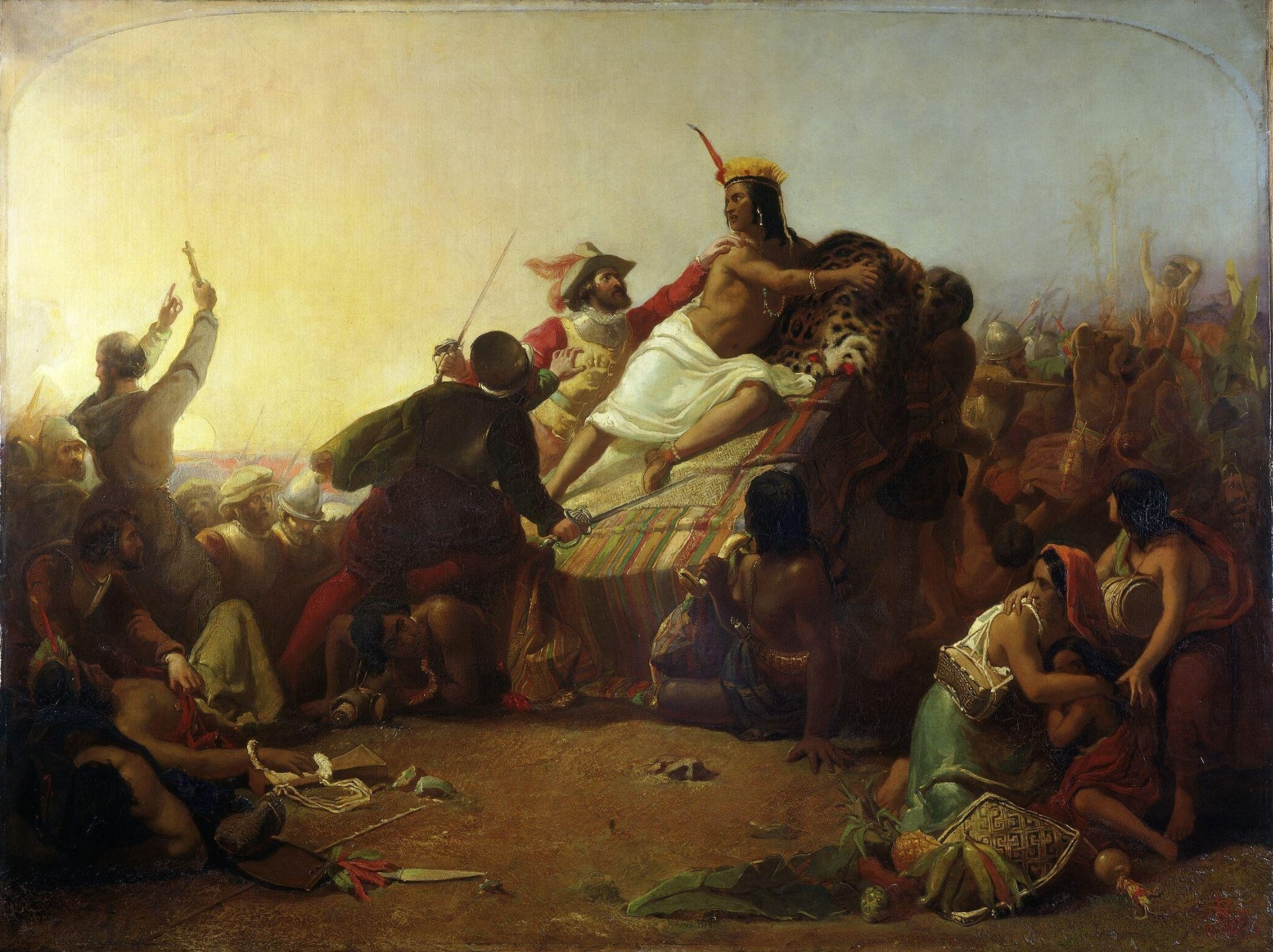
Джон Эверетт Милле. «Писарро берёт в плен Инку Атауальпу». 1845 г. Лондон, Музей Виктории и Альберта.

Пленение вождя инков Атауальпы произошло в результате сражения 16 ноября 1532 года близ города Кахамарка. В этом сражении отряд Писарро в 168 человек разгромил существенно превосходящее по количеству войско инков. Результатом победы стало пленение вождя империи, насчитывающей более 1 млн подданных, и гибель в результате резни около 7000 воинов Атауальпы. Писарро в этом сражении не потерял убитым ни одного из своих солдат.
Конкистадор Франсиско де Чавес в письме от 5 августа 1533 года утверждал, что Франсиско Писарро осуществил пленение Атауальпы, споив сначала его и его полководцев вином, отравленным моносульфидом мышьяка (реальгаром), что упростило задачу захвата в плен правителя, а самим испанцам не было оказано существенное сопротивление.
После пленения Атауальпы испанцам за его освобождение был предложен знаменитый «Выкуп Атауальпы», состоявший из золота и серебра (переплавленных затем в слитки). Сокровища заполнили комнату до отметки на высоте поднятой руки. Согласно докладу нотариуса Педро Санчо, общая стоимость золота была определена в 1 326 539 золотых песо, а серебра — в 51 610 марок. При этом доля самого Ф. Писарро при разделе 18 июня 1533 года составила: золота — 57 220 песо, серебра — 3000 марок и трон из литого золота стоимостью 25 000 песо.
Как свидетельствовал 15 марта 1573 года солдат Уаскара Себастьян Яковилька, он «видел, что после смерти Атабалипы дон маркиз Франсиско, Писарро также убил и приказал убить большое количество индейцев, полководцев и родственников самого Инки и более 20 тысяч индейцев, находившихся с тем Атабалипой для ведения войны с его братом Васкаром».
Однако, несмотря на выкуп, Атауальпа судом под председательством Ф. Писарро был приговорён к смертной казни и повешен.
Король своей грамотой Торговому дому Севильи от 21 января 1534 года приказал отдать на чеканку монет 100 000 кастельяно золота и 5000 марок серебра (в виде сосудов, блюд и других предметов), привезённых Эрнандо Писарро в Испанию, «кроме вещей удивительных и малого веса». Грамотой от 26 января король изменил своё намерение переплавить всё в монету до его дальнейших указаний.
В результате своего завоевания он захватил столицу инков — Куско, а в 1535 году основал Лиму.

## Управление завоёванными провинциями и гибель

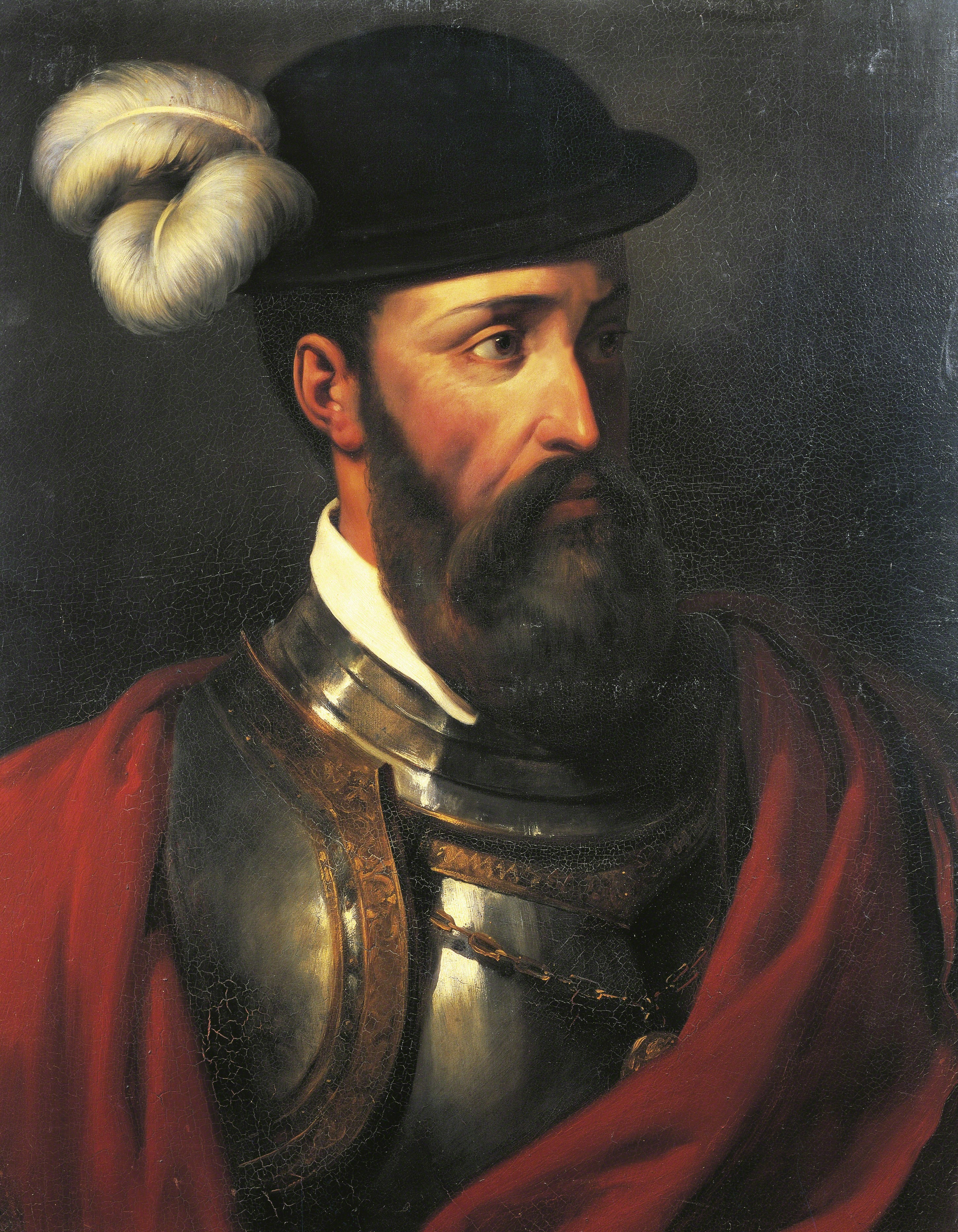
Художник Амабль Поль Кутан. Портрет Писсаро 1835 года

15 ноября 1533 года Ф. Писарро вступил в столицу инков город Куско, разграбив город и уничтожив все инкские религиозные святыни, заменяя их христианскими. В 1534 году он основал город Трухильо, назвав его в честь своего родного города. 18 января 1535 года заложил новую столицу Сьюдад-де-лос-Рейес, что в переводе с испанского означает «город королей», ставший впоследствии Лимой, которая стала быстро расти как в размерах, так и численно. Для скорейшей колонизации отводил иммигрантам земельные участки с приписанными к ним индейцами, раздавал льготы и привилегии и, через возвращавшихся в Испанию, вербовал поселенцев.
В 1535 году король присвоил Писарро титул маркиза де Атавильос (исп. Marqués de los Atavillos).
В 1536 году началось антииспанское восстание под руководством Манко, с трудом подавленное только через 6 лет.
В 1540 году в городе Кали Франсиско Писарро оказывает пышный и дружественный приём капитану Хорхе Робледо, завоевателю колумбийских провинций Ансерма и Кимбая.
В 1537 году между Писарро и его сподвижником Диего де Альмагро возник конфликт по поводу распределения полномочий, переросший в ряд военных столкновений. В конце концов Писарро одержал верх над соперником в битве при Салинасе 6 апреля 1538 года, после чего казнил Альмагро. Большинство «альмагристов» поплатилось за верность своему вождю имуществом, переданным сторонникам победителя, а пожалованные казнённому земли перераспределены в пользу братьев Писарро. Пробыв в Куско около года, Писарро затем вернулся в Лиму.

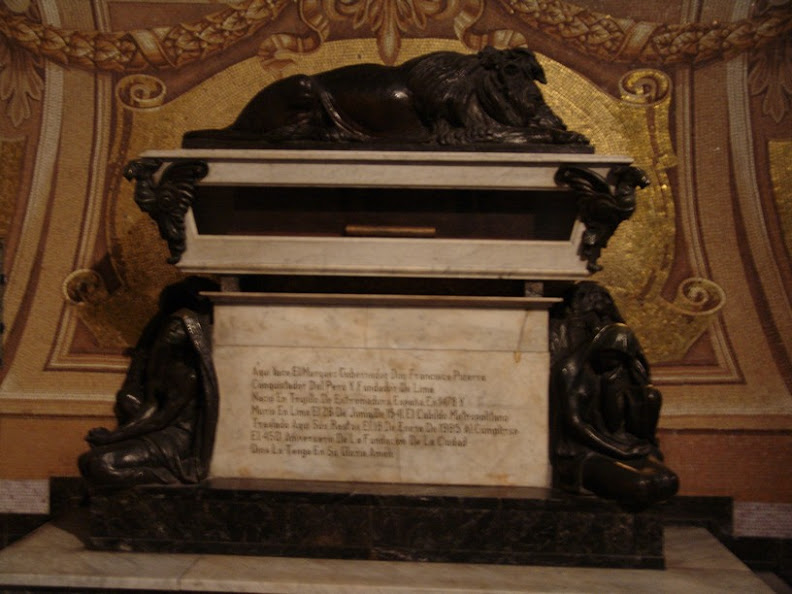
Гробница Франциско Писарро в Лиме

Однако затем группа оставшихся на свободе «альмагристов» во главе с сыном казнённого Альмагро организовала заговор. Планировалось убить Ф. Писарро после традиционной молитвы в столичном храме в воскресенье 26 июня 1541 года.

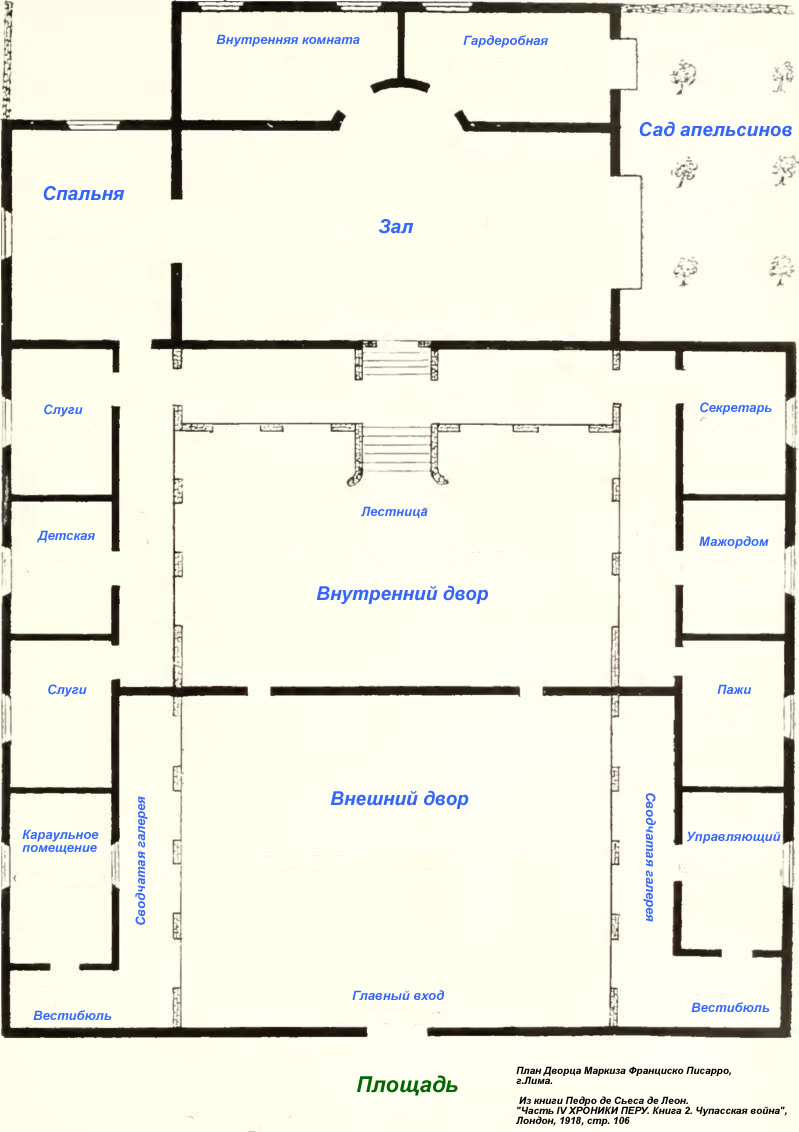
План Дворца Франциско Писарро в Лиме

Воскресным утром Писарро (передумавший идти в собор) принимал в своём дворце гостей, когда в дом ворвалось 12 вооружённых заговорщиков. Гости разбежались, некоторые выпрыгивали прямо из окон, только трое осталось с губернатором. Погибли сначала слуги, пытавшиеся преградить путь, затем брат, Франсиско де Алькантара. Сам Писарро защищался в спальне мечом и кинжалом. Он дрался отчаянно, зарубил одного из нападавших, но вскоре был убит, получив множество ранений.
Поздно ночью он был тайно похоронен на городском кладбище несколькими своими сторонниками. В 1607 году его останки были перенесены в столичный собор.

## Братья Писарро
Вместе с Франсиско Писарро завоевание Южной Америки осуществляли его родные братья:
- Гонсало Писарро — единокровный незаконнорождённый. В числе 417 лиц, приговорённых к смерти и конфискации имущества или изгнанию Лиценциатом Сианка за участие вместе с «тираном» Гонсало в восстании, числится его брат Блас де Сото.
- Хуан Писарро — единокровный незаконнорождённый.
- Эрнандо Писарро (род. 1503) — единокровный брат, законнорождённый и старший сын у дона Гонсало. Ему принадлежит «Письмо Эрнандо Писарро Королевской Аудиенции в Санто-Доминго, ноябрь 1533».
- Франсиско Мартин де Алькантара — единоутробный брат (сын его матери от другого отца — Хуана Каско).

В Индии с Франсиско отправились и другие родственники по отцовской линии:
- Хуан Писарро-и-Орельяна
- Мартин Писарро.

и двоюродный брат:
- Педро Писарро. Он написал о завоевании книгу «Доклад об Открытии и Завоевании Королевств Перу, 1571». После смерти Франсиско проживал в Арекипе.

Существовал ещё один родственник Писарро, внук дочери Франсиско Писарро, историк Писарро и Орельяна, Фернандо де, написавший в 1639 году книгу Varones illustres del Nuevo Mundo (Мадрид, 1639), об экспедиции на реку Амазонка и о жизни Писарро, его братьев и об Альмагро.

## Жёны и дети
Франсиско Писарро имел любовную связь с ньюстой — принцессой инков — Инес Вайлас (в 1537 году отданной замуж за Франсиско де Ампуэро, являвшегося пажом конкистадора), от которой появились на свет два законнорождённых ребёнка:
- Франсиска, 1534 — родилась в перуанском городе Хауха, являлась самой богатой наследницей Испании и Перу. В 1552 году вышла замуж за Эрнандо Писарро, когда ей было 18 лет, ему — 49. После смерти мужа в 1578 году она через три года выходит замуж за Педро Ариаса Портокарреро (Pedro Arias Portocarrero)[2].
- Гонсало Писарро Юпанки, 1535 — умер ребёнком.

Также Франсиско Писарро взял в жены другую принцессу инков Кусиримай Окльо, после крещения получившую имя Анхелина Юпанки; она была Пививарми (Pivihuarmi), то есть главной женой правителя Атавальпы. Она принадлежала к роду Капак Айлью в Верхнем Куско. После его смерти 23 июля 1533 года Франсиско Писарро взял её себе в жены предположительно тринадцатилетней девушкой. От неё у него было два ребёнка:
- Франсиско (младший), 1537 (когда он родился, Анхелине Юпанки было около 17 лет). Рождён и жил в Куско, был товарищем по играм будущего историка Инка Гарсиласо де ла Вега. 11 марта 1550 года король приказывает отправить его в Испанию. В 1551 году Франсиско-младший и его сестра Франсиска отплывают из Нового света. В Испании живёт в замке Ла Мота (Медина-дель-Кампо), где встречается со своим дядей Эрнандо Писарро. В 1556 году заключает брачный контракт с Инес, дочерью Гонсало Писарро. В 1557 году он умер в возрасте 20 лет.
- Хуан (умер в 1543).

## Первые издания о Писарро
- 1533? — Pizarro (Francisco) Marquis. // Cortes (H.) Copia delle lettere del Prefetto (Hernando Cortes) della India, la Nuova Spagna detta, etc. (Venice? 1533?) 8°. (Доклад о пленении Атауальпы Писарро.)
- 1534 — Letter announcing the capture of Inca Atahualpa, November, 1532. Italian translation. // Benedetto. Libro di Benedetto. Venice. 1534.
- 1534 — (Немецкий перевод) Newe Zeitung aus Hespanien. Nuremberg. Feb., 1534. (4 листа.)
- 1534 — (Французский перевод). Nouvelles certaines des isles du Peru. 1534. (British Museum Library.)
- 1534? — Letera de la nobil cipta, novamente ritrouvata alle Indie… data in Peru adi.XXV.de novembre de MDXXXIIII. (1534?)
- 1535 — (Очередное издание) «data in Zhanal.» 1535. // Peru. La Conquista del Peru. (4 листа.)
- 1540 — См. Guazzo (Marco). Historie di tutte le cose degne di memoria qual del ano MDXXXIIII. 1540, etc.
- 1534 — См. Xeres (F. de). Verdadera relacion de la conquista del Peru, etc. (1534). Fol.
- 1547 — (Очередное издание) Xeres (F. de). Fol.
- 1744 — The History of the Discovery of Peru by F. Pizarro … 1748. // Harris (John) D.D. Navigantium atque Itinerantium Bibliotheca, etc. Vol. II. 1744, etc. Fol.
- 1844 — Relacion de los primeros descubrimientos de F. Pizarro y Diego de Almagro, sacada del codice numero CXX. de la Biblioteca Imperial de Viena, 1844. // Fernandez de Navarette (M.) Coleccion de documentos, etc., torn. 5. 1842, etc. 8°.
- 1544 — Relatione di un Capitano Spagnuolo del discoprimento et Conquista del Peru fatta da F. Pizarro et da H.Pizarro suo fratello. Relatione di un secretario di F. Pizarro della conquista … della Provincia del Peru, etc. // Ramusio (G. B.) Primo Volume … delle navigatione et viaggi, etc. Vol. 3. 1544, etc. Fol.
- 1563 — Vol. 3. 1563, etc. Fol.

## Образ в культуре
- Франсиско Писарро стал одним из героев «Трилогии Писарро» испанского драматурга Тирсо де Молины (1626—1631)
- 1969 — Королевская охота за солнцем / The royal hunt of the sun (реж. Ирвинг Лернер / Irving Lerner) — художественный фильм, в роли Писсаро — Роберт Шоу / Robert Shaw
- 2002 — Золото Бога Солнца / The Blood of the Sun God / Das Blut des Sonnengottes (реж. Штефан Кёстер / Stephan Koester) — документальный фильм